# Тирринг, Вальтер
Ва́льтер Ти́рринг (нем. Walter Thirring; 29 апреля 1927, Вена — 19 августа 2014, Вена) — австрийский физик-теоретик.

## Биография
Сын физика Ганса Тирринга. В 1949 году защитил диссертацию в Венском университете. После этого совершил путешествие, посетив Эрвина Шрёдингера в Дублине, Вольфганга Паули в Цюрихе, Альберта Эйнштейна в Принстоне.
В 1954 году вернулся в Европу, как преподаватель университета в Берне. С 1959 — профессор университета теоретической физике Венского университета. Продолжал работать там до выхода на пенсию в 1995 г.
В 1968—1971 годах возглавлял теоретический отдел ЦЕРН.
Член Австрийской академии наук (1966), Папской академии наук (1986), иностранный член Национальной академии наук США (1988).
В 1992 году подписал «Предупреждение человечеству».